# Abderrahman Ait Khamouch
Abderrahman Ait Khamouch (nascido em 9 de novembro de 1986) é um atleta paralímpico espanhol. Já conquistou quatro medalhas em Jogos Paralímpicos, sendo três de prata e uma de bronze.